# Kaunas
Kaunas (slav. Kovno), znan pod još nekoliko imena, je drugi najveći grad u Litvi i četvrti po veličini na Baltiku. Smješten u središnjem dijelu zemlje, Kaunas je važno industrijsko, prometno, znanstveno, vjersko (središte katoličke nadbiskupije) i kulturno središte. Broj stanovnika je 319.790, ali šire područje grada (s općinom Kaunas koja ga okružuje) broji 419.822 stanovnika (2023.), no kako sustav visokog obrazovanja privlači veliki broj studenata, taj broj se penje iznad 440.000.
U starome dijelu Kaunasa, koji je planski rekonstruiran polovicom 19. st., nalaze se vrijedne građevine iz 14.–18. st., a međuratna arhitektura grada, jednan od najboljih primjera europskog art decoa, upisana je 2023. god. na UNESCO-v popis mjesta svjetske baštine u Europi kao „Modernistički Kaunas”.

## Zemljopis
Nalazi se na sutoku dviju najvećih litvanskih rijeka, Njemena (Neumas) i Vilije (Neris), i u blizini Kaunskog akumulacijskog jezera, najvećoj vodenoj masi u Litvi.
Kaunas se nalazi na oko 70–80 m nadmorske visine. Najviša točka grada je kod utvrde IX. Kaunaske tvrđave (100,1 m), najniža točka je u koritu rijeke Njemen u blizini Lampėdžiaija (30 m). Središnji dio grada, između rijeka Njemena i Vilije, okružen je s tri brda: Žaliakalnis, Aleksotas i Šilainiai.
Klima grada je kontinentalna, najhladniji mjesec je siječanj, a najtopliji srpanj. Godišnje padne oko 630 milimetara oborina. Prevladavajući vjetrovi su sa jugozapada. Grad ima mnogo zaštićenih područja i rezervata gdje se nalaze životinje navedene u „Litvanskoj crvenoj knjizi” (pravni državni dokument na temelju kojeg se u Republici Litvi organizira zaštita rijetkih i ugroženih biljnih, gljiva i životinjskih vrsta).

## Ime
Prije litvanske nezavisnosti, u literaturi ga se nalazilo u obliku Kovno, tradicionalnom slavenskom obliku imena ovog grada. Poljski oblik je Kowno. Tradicionalni ruski oblik također glasi "Kovno" (ćir. Ковно), a naziv "Kaunas" (ćir. Каунас) se rabi od 1940., odnosno od pripojenja nezavisne Litve SSSR-u. Naziv na jidišu je Kovne (hebr. קאָװנע), a na njemačkom jeziku pozna dva oblika, Kowno i Kauen.
Ime grada je litavskog podrijetla i najvjerojatnije potječe od osobnog imena, međutim točna osoba nije poznata i vjeruje se da je bio vladar Kaunaskog dvorca. Osobno ime „Kaunas” potječe od pridjeva kaunus što znači „ratoboran”. Drugo moguće značenje imena grada Kaunasa jest da potječe od starog pridjeva koji se više ne koristi, a koji je značio „dubok” ili „nizak”, tj. „smješten u dolini”.

## Grb
Dana 30. lipnja 1993. usvojen je povijesni grb grada Kaunasa posebnim predsjedničkim ukazom. Na grbu je bijeli tur sa zlatnim križem između njegovih rogova, koji se nalaze na tamnocrvenoj pozadini. Tur je izvorni heraldički simbol ovog grada od 1400. godine. Trenutačni grb je rezultat dugih studija i rasprava od strane litvanskog heraldičkog povjerenstva, a nacrtao ga je umjetnik Raimondas Miknevičius. Tur je zamijenio zubra, europskog bizona, koji je bio na grbu iz sovjetskog doba, a bio je u uporabi od 1969. godine.

## Povijest
Na mjestu starog dijela Kaunasa, na sutoku dviju velikih rijeka napravljeno je naselje u 10. stoljeću prije Krista. Prema legendi, grad je osnovan 1030., ali prvi put se spominje u pisanim izvorima 1361. U trinaestom stoljeću, sagrađen je kameni zid kao zaštita od učestalih upada teutonskih viteza. 1362., isti ga konačno zauzimaju, i razaraju dvorac u Kaunasu.
God. 1408. gradu je Vitold Veliki (lit. Vytautas Didysis) odobrio Magdeburška prava. Dvorac je obnovljen početkom 15. stoljeća. Kaunas je tad počeo dobivati na važnosti, jer je bio na križištu trgovačkih putova, pored toga što je bio i riječnom lukom. 
God. 1441. se pridružio Hanzeatskoj ligi, te su se u njemu počeli otvarati hanzeatski trgovački uredi. Do 16. stoljeća, Kaunas je imao javnu školu, bolnicu i ljekarnu, i bio je jednim od najbolje upotpunjenih gradova u Velikom Vojvodstvu Litvi.
17. i 18. stoljeće nisu bili sretni za Kaunas. 1665. godine, carska Rusija je napadala grad nekoliko puta, a 1701. su ga zauzele švedske postrojbe.
Kuga je pogodila kaunsko područje 1657. i 1708., a požari su uništili dijele grada 1731. i 1732. god.
Nakon podjele Poljske-Litve 1795., grad je došao pod rusku vlast. 
Za vrijeme rusko-francuskih ratova 1812., velika Napoleonova vojska je dvaput prošla kroz Kaunas, opustošivši ga oba puta.
Za vrijeme podjela Poljske, bio je središtem ustanka u studenom (1830. – 1831.) i siječanjskog ustanka (1863. – 1864.). Za obeshrabriti mjesno stanovništvo, ruske vlasti su smjestile veliku vojarnu u grad. Ruske vojne utvrde iz tog razdoblja se još može viditi po gradu.
God. 1862. je izgrađena je željeznička prometnica koja je povezivala carsku Rusiju i Njemačku, čime je Kaunas postao značajno željeznička postaja. 
God. 1898. je prva elektrana počela s radom. Nakon što su Vilnius okupirale ruske boljševičke postrojbe 1919., vlada Republike Litve je uspostavila u Kaunasu svoje glavne urede. Kasnije, kada su Vilnius zauzeli Poljaci, Kaunas je postao privremeni glavni grad litvanske vlade, i tu je dužnost obnašao do 1940., sve do podjele Poljske između nacističke Njemačke i SSSR-a. Staljin je vratio Vilnius Litvi, i proces premještanja glavnog grada je krenuo. Unatoč toj odluci, prije okončanja tog procesa, cijelu zemlju je okupirao SSSR.
Između dvaju svjetskih ratova, industrija se razvijala u Kaunasu, koji je u to vrijeme bio najvećim gradom u Litvi. 1940., priključen je SSSR-u, postavši tada dijelom nove upravne jedinice, Litvanska SSR. 
Nakon drugog svjetskog rata, Kaunas je postao litvansko glavno industrijsko središte - proizvodio je oko četvrtine litvanske industrijske proizvodnje.
Nakon proglašenja litvanske neovisnosti 1991., sovjetski pokušaji gušenja pobune usredotočili su se na televizijske i krugovalne odašiljače u Sitkūnaiu, gdje se nalazila kritična masa preostalih slobodnih medija, a iste su branili Kaunašani.

## Stanovništvo
| Godina | Broj stanovnika |
| ------ | --------------- |
| 1721.  | 1.600           |
| 1796.  | 8.500           |
| 1813.  | 3.000           |
| 1823.  | 5.500           |
| 1857.  | 22.000          |
| 1863.  | 23.937          |
| 1893.  | 61.500          |
| 1897.  | 70.920          |
| 1923.  | 92.446          |
| 1931.  | 100.000         |
| 1939.  | 155.460         |
| 1945.  | 80.000          |
| 1959.  | 216.850         |

| Godina             | Broj stanovnika |
| ------------------ | --------------- |
| 22. siječnja 1970. | 305.600         |
| 17. siječnja 1979. | 370.000         |
| 19. siječnja 1989. | 419.745         |
| 1991.              | 433.200         |
| 1998.              | 395.555         |
| 16. travnja 2001.  | 378.650         |
| 2006.              | 360.637         |
| 9. svibnja 2011.   | 315.993         |
| 2016.              | 297.846         |
| 1. siječnja 2021.  | 298.753         |
| 2022.              | 297.906         |
| 2023.              | 319.790         |

### Narodnosni sastav
S 93% Litvanaca, Kaunas je jedan od najlitvanskijih gradova u državi Litvi: ima veći postotni udjel Litvanaca nego Vilnius, odnosno ima veći postotni udjel Litvanaca, nego što Riga ima Latvijaca, ili Tallinn Estonaca.
| Narodnosni sastav 2011.: 1. Litvanci 93,63% 2. Rusi 3,77% 3. Ukrajinci 0,39% 4. Poljaci 0,36% 5. ini 1,85% | Narodnosni sastav 2001.: 1. Litvanci 92,9% 2. Rusi 4,4% 3. Ukrajinci 0,5% 4. Poljaci 0,4% 5. ini 1,8% | Narodnosni sastav 1939.: 1. Litvanci 60% 2. Židovi 25% 3. Poljaci 10% 4. ostali 5% | Narodnosni sastav 1897.: 1. Židovi 35,32% 2. Rusi 25,82% 3. Poljaci 22,72% 4. Litvanci 6,62% 5. Nijemci 4,71% 6. ini 4,81% (Napomena: Carske ruske vlasti su brojne Litvance pisale kao „Poljake”) |

### Poznati stanovnici
- Valdas Adamkus, prvi predsjednik obnovljene države
- Donatas Banionis, glumac
- Aharon Barak, odvjetnik
- Emma Goldman, slavna promicateljica anarhizma
- Juozas Grušas
- Šarūnas Jasikevičius, košarkaš
- Romas Kalanta
- Šarūnas Marčiulionis, košarkaš, jedan od prvih europskih igrača u NBA ligi
- Hermann Minkowski, matematičar i fizičar
- Oscar Minkowski
- Arvydas Sabonis, košarkaš
- Ben Shahn, slikar, fotograf i pisac
- Elena Spirgevičiūtė
- Jonas Vileišis
- Ludwig Zamenhof, oftalmolog, orijentalist, izumitelj jezika esperanto

## Znamenitosti
Središte grada Kaunasa određuju dva šetališta: 2 km duga Laisvės alėja (Aleja slobode), i središnja gradska ulica, s drvoredom od lipa te njen produžetak, Vilniuška ulica, koja vodi prema najstarijem dijelu Kaunasa. 
U starome dijelu grada, koji je planski rekonstruiran polovicom 19. st., nalaze se gotička katedrala i dr. crkve (Vytauto Didžiojo, sv. Jurgio), dvorac, gradska vijećnica i druge građevine iz 14.–18. st.
Tijekom međuratnog razdoblja služio je kao privremeni glavni grad Litve (1920.-1939.), kada je postao poznat po bogatom kulturnom i akademskom životu, modi, izgradnji bezbrojnih zgrada u stilu art decoa i litvanskog nacionalnog preporoda. Međuratna arhitektura grada smatra se jednim od najboljih primjera europskog art decoa i funkcionalističke arhitekture, te je 2023. god. upisana na UNESCO-v popis mjesta svjetske baštine u Europi kao „Modernistički Kaunas” jer „svjedoči o brzoj urbanizaciji koja je transformirala provincijski grad Kaunas u moderni grad”.
Najveće znamenitosti u Kaunasu su:
- dvorac, utvrđeni dvorac iz 14. stoljeća;
- Napoleonov brijeg (Kaunas)
- zoološki vrt u Kaunasu, jedini zoološki vrt u državnom vlasništvu u Litvi;
- kaunski botanički vrt
- stari dio grada
- Perunov dom (Perkūno namas)
- gradska vijećnica
- gradski trg
- međuratna
- crkva sv. Jurja, koja je bila pretvorena u plesni studio za vrijeme sovjetske okupacije;
- samostan Pažaislis, opatija, impresivni kompleks barokne arhitekture
- Crkva Vitolda Velikog, jedna od najstarijih crkava u Litvi i najstarija u Kaunasu
- katedralna bazilika u Kaunasu, najveća gotička građevina u Litvi, s kasnobaroknim interijerom;
- masivna neobizantska crkva sv. Mihovila Arkanđela
- crkva Kristova Usksnuća s panoramskim pogledom na grad
- tvrđava u Kaunasu s prijelaza iz 19. u 20. st.; u njoj je mjesto holokausta, deveta kula
- Žaliakalnska uspinjača

- Gradska vijećnica
- Pogled na Kaunas, u lipnju 2025.
- Napoleonovo brdo s druge obale rijeke Nemunas
- Hrastov gaj, najveći u Europi unutar gradskog područja
- Botanički vrt VMU-a
- Crkva sv. Mihaela Arkanđela (Garland)
- Tatarska džamija
- Karmelićanska crkva
- Vječni plamen
- Crkva sv. Franje Ksaverskog
- Crkva Vitolda Velikog, najstarija crkva u Kaunasu, koju je financirao sam veliki knez
- Kaunasko svećeničko sjemenište bilo je jedno od središta litavskog nacionalnog preporoda tijekom ere rusifikacije.
- Povijesna predsjednička palača

## Prosvjeta
Kaunas se često naziva i gradom studenata, kojih je oko 50 tisuća svake godine diljem kaunskih sveučilišta.
Danas u Kaunasu djeluju:
- ISM sveučilište menedžmenta i ekonomije
- Vytauto Didžiojo Universitetas (sveučilište Vitolda Velikog)
- Kaunas Business College
- Kaunas College  Arhivirana inačica izvorne stranice od 10. siječnja 2007. (Wayback Machine)
- Kaunsko medicinsko sveučilište
- Kaunsko tehnološko sveučilište (Kauno Technologijos Universitetas)
- Litvanska akademija tjelesne kulture (Lietuvos kūno kultūros akademija)
- Litvansko poljodjelsko sveučilište
- Litvanska veterinarska akademija
- Fakultet humanističkih znanosti u Kaunasu, ogranak Vilnjanskog sveučilišta
- Vilnjanska akademija finih umjetnosti - Kaunski umjetnički institut  Arhivirana inačica izvorne stranice od 4. studenoga 2005. (Wayback Machine)

## Muzeji
- ratni muzej Vitolda Velikog
- muzej M. K. Čiurlionisa, izgrađen u spomen na rad avangardnog umjetnika s početka 20. stoljeća, koji je težio kombinirati slikanje i glazbu u jedan umjetnički medij;
- galerija radova od zbirke Mykolasa Žilinskasa u Kaunskoj umjetničkoj galeriji
- muzej Žmuidzinavičius (najpoznatiji kao "Vražji muzej", koji udomljava zbirku od više od dvije tisuće kipova i rezbarija koje prikazuju "vragove" od diljem svijeta, a većina ih je narodne izrade. Posebno se ističu vragovi Hitler i Staljin, prikazani kako plešu ples smrti nad igralištem prekrivenim ljudskim kostima
- Muzej zrakoplovstva
- Muzej keramike
- Muzej povijesti komunikacija
- Kaunska galerija slika
- Litvanski športski muzej
- Državni muzej umjetnosti "M. K. Čiurlionis"
- Muzej medicine i ljekarništva
- Muzej za slijepe
- Muzej izgnanika i političkih zatvorenika
- Muzej narodne glazbe i glazbala
- Zoološki muzej "Tadas Ivanauskas"

## Umjetnine na otvorenom
Mnoštvo kipova se nalazi na kaunskim javnim površinama.

## Kazališta
- Kaunsko državno dramsko kazalište

## Godišnji događaji
- sajam Kaziukas (početkom ožujka)
- međunarodni jazz-festival na otvorenom "Kaunas Jazz Festival" (travanj-svibanj)
- međunarodno plesno natjecanje "Amber Couple" (početak svibnja)
- Dan grada Kaunasa (sredina svibnja)
- međunarodni festival pjesništva "proljeće pjesama" (konac svibnja)
- glazbeni festival Pažaislis (lipanj-kolovoz)
- tradicionalno natjecanje narodne glazbe "Sviraj, Jurgelis" (studeni)

## Šport
Kaunas je sjedištem košarkaškog kluba Žalgiris, jednom od najjačih europskih košarkaških klubova.
Kaunas je rodnim mjestom odnosno mjestom gdje su djetinjstvo provele neke od vrhunskih litvanskih košarkaških zvijezda kao što su Arvydas Sabonis, Šarūnas Marčiulionis, Žydrūnas Ilgauskas i Šarūnas Jasikevičius. 
Najveći stadion u gradu je S.Dariaus ir S.Girėno Sporto Centras, kapaciteta 9.000 mjesta, inače domaćim igralištem nogometnom klubu FBK Kaunas.

## Promet
Nalazi se na auto-cestovnim prometnicama Via Baltica (E67) i Vilnius—Klaipėda (A1). 
Kaunas je jedna od glavnih riječnih luka u baltičkim državama
Budući se nalazi u zemljopisnom središtu Litve, značajnim je u logističkom smislu. 
Međunarodna zračna luka Kaunas (KUN) je u stanju opsluživati 300.000 putnika i 100.000 tona tereta godišnje. 
Pored ove zračne luke, postoji i manja, zračna luka S. Darius and S. Girėnas, koja se nalazi južno od grada.

### Gradski prijevoz
Kaunas ima 16 trolejbusnih linija, 34 autobusne linije i široku mrežu "maxicaba" .

## Zanimljivosti
- dvije od tri uspinjače u Litvi se nalaze u Kaunasu
- glavna šetnica, Laisvės alėja (aleja slobode), je jedna od najduljih šetnica u Europi
- nacionalni junak Romas Kalanta je počinio samospaljivanje u Kaunasu u znak prosvjeda protiv sovjetske okupacije Litve
- Emma Goldman, slavna promicateljica anarhizma, je rođena u Kaunasu
- Kaunas je grad pobratim Los Angelesu.

## Podnošci i reference
1. ↑  Guy P. Raffa, [Potpuni Danteovi svjetovi: Vodič za čitatelje kroz Božanstvenu komediju], University of Chicago Press, 2009. (engl.) ISBN. 978-0226702872.
2. ↑  Broj stalnih stanovnika u gradovima na početku godine, Državna agencija za podatke, 1. siječnja 2023. (lit.) Pristupljeno 15. srpnja 2025.
3. ↑  Kaunas ranked among the best student cities in the world, KTU.lt, 27. lipnja 2024. (engl.) Pristupljeno 15. srpnja 2025.
4. 1 2  Kaunas, Hrvatska enciklopedija, mrežno izdanje. Leksikografski zavod Miroslav Krleža, 2013. – 2025. Pristupljeno 15. srpnja 2025.
5. 1 2  Modernistički Kaunas: Arhitektura optimizma, 1919.-1939. UNESCO (engl.) Pristupljeno 15. srpnja 2025.
6. ↑  Veliki grb Kaunasa bit će predstavljen tijekom proslave tisućljeća, Skaitykite daugiau, 30. prosinca 2009. (lit.) Pristupljeno 15. srpnja 2025.
7. 1 2  [Kaunas Lietuva], Lithuaniainworld.lt (lit.) Pristupljeno 15. srpnja 2025.
8. ↑  Geografičesko-statističeskij slovarʹ Rossijskoj imperii, T. 2. (Dabanʺ — Kâhtinskoe Gradonačelʹstvo). SPb, 1865., str, 656. rus. {{{1}}} Pristupljeno 15. srpnja 2025.
9. ↑  Seoska stambena područja Litavske SSR 1959. i 1970. (Podaci iz svesaveznih popisa stanovništva), Vilnius: Središnji statistički odbor pri Vijeću ministara Litavske SSR, 1974. (PDF) (lit.) Pristupljeno 15. srpnja 2025.
10. ↑  Ruralna stambena područja (podaci iz općeg popisa stanovništva iz 1989., Vilnius: Odjel za statistiku Republike Litve, 1993. (PDF) (lit.) Pristupljeno 15. srpnja 2025.
11. ↑  Stambena područja i njihovi stanovnici okruga Kaunas, Vilnius: Odjel za statistiku, 2002. (PDF) (lit.) Pristupljeno 15. srpnja 2025.
12. ↑  Stanovništvo u stambenim područjima: Rezultati popisa stanovništva i kućanstava Republike Litve iz 2011., Vilnius: Odjel za statistiku, 2013. (Arhivirano 2022-04-08.) (PDF) (lit.) Pristupljeno 15. srpnja 2025.
13. ↑  Popis stanovništva Litve 2021., lt.wikipedia.org, 2021. (lit.) Pristupljeno 15. srpnja 2025.
14. ↑  Podaci popisa stanovništva iz 1897. rus. {{{1}}} Pristupljeno 15. srpnja 2025.

## Vanjske poveznice
- Službene stranice  Arhivirana inačica izvorne stranice od 12. kolovoza 2006. (Wayback Machine)

- Kaunas - džepni vodič (dostupan i u pdf obliku  Arhivirana inačica izvorne stranice od 18. kolovoza 2006. (Wayback Machine))

- Povijesne slike
- Kaunska međunarodna zračna luka  Arhivirana inačica izvorne stranice od 28. rujna 2007. (Wayback Machine)
- Kovno i Poveznice na priče o Kovnu autora Eilata Gordina Levitana
- Muzeji u Kaunasu  Arhivirana inačica izvorne stranice od 2. listopada 2008. (Wayback Machine)

- Javni prijevoz u Kaunasu (omnibusi, trolejbusi  Arhivirana inačica izvorne stranice od 20. travnja 2010. (Wayback Machine)